# Entephria brulleri
Entephria brulleri là một loài bướm đêm trong họ Geometridae.